# Stromausfall auf der Iberischen Halbinsel 2025

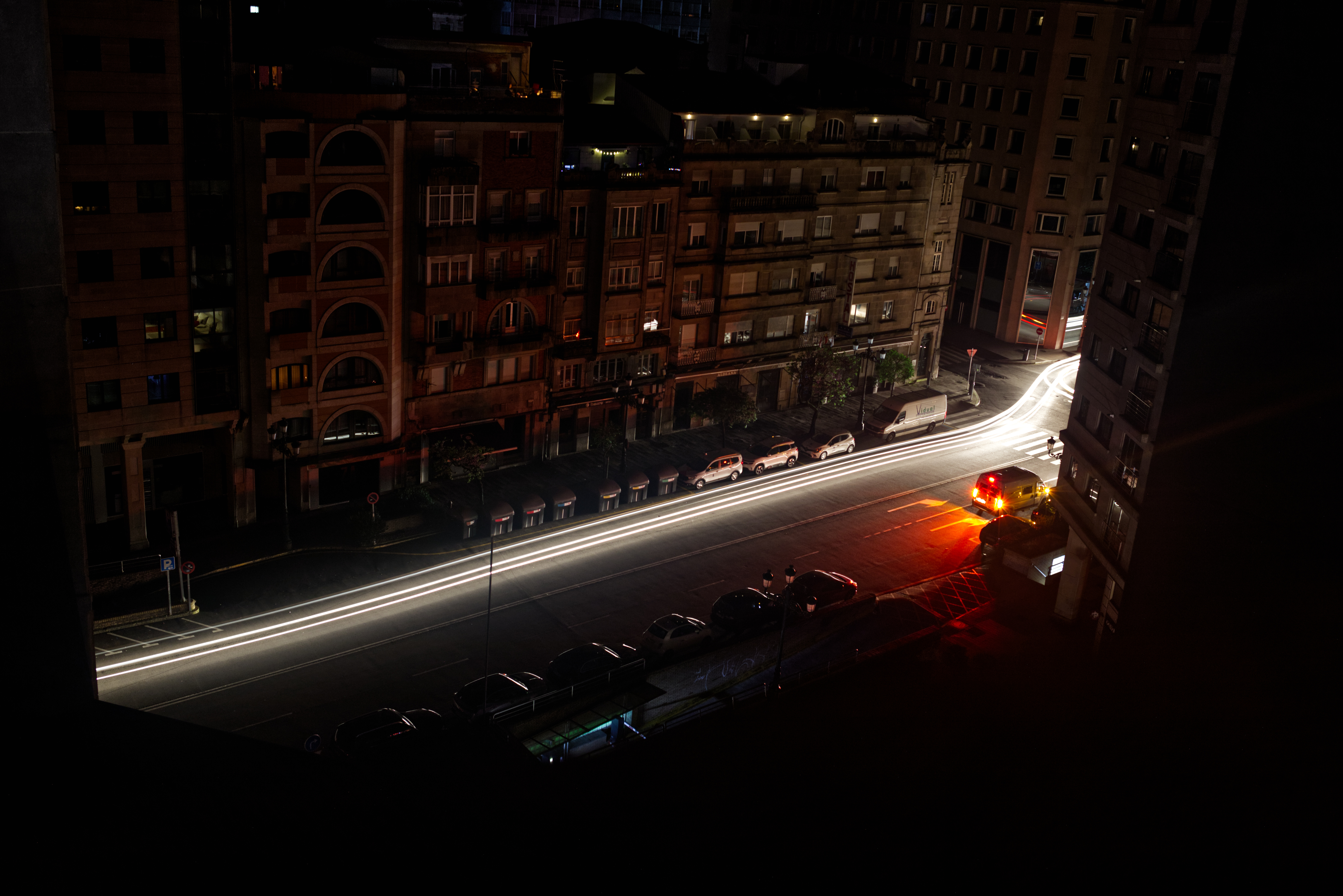
Calle Rosalía de Castro in Vigo am Abend des 28. April

Auf der Iberischen Halbinsel kam es am 28. April 2025 um 12:33 Uhr (MESZ) zu einem großflächigen Stromausfall, der Spanien und Portugal mehrere Stunden betraf. Dabei fiel die öffentliche elektrische Energieversorgung komplett aus. Das angrenzende Andorra sowie Teile Südfrankreichs waren nur Sekunden oder Minuten ohne elektrische Energieversorgung. Bis zum folgenden Morgen konnte die Stromversorgung weitgehend wiederhergestellt werden. Die Großstörung breitete sich gemäß Störschreiberprotokollen von einem Umspannwerk bei Granada über die Halbinsel aus.

## Verlauf
In einer ersten chronologischen Darstellung der Fehlerkaskade der ENTSO-E wurden zwei Perioden mit Netzfrequenzschwingungen von 12:03 bis 12:07 Uhr, sowie 12:19 und 12:21 Uhr erwähnt, die von REE in Spanien und RTE in Frankreich bedämpft wurden. Ab 12:32:57 Uhr sind laut Pressemitteilung insgesamt 2,2 GW an Leistung in einer Serie von Schutzabschaltungen von Erzeugungsanlagen verloren gegangen. Daraufhin ging die Netzfrequenz auf der Iberischen Halbinsel zurück, bis sich der unterfrequente Lastabwurf aktivierte. Um 12:33:21 wurden die Drehstromleitungen zwischen Spanien und Frankreich wegen des Verlustes an Synchronität getrennt, die HGÜ-Leitung Baixas – Santa Llogaia stellte um 12:33:24 den Betrieb ein, als das iberische Verbundnetz kollabierte. Am 14. Mai 2025 erklärte die spanische Ministerin für den ökologischen Wandel und die demografische Herausforderung, Sara Aagesen, dass es zunächst bei einem Umspannwerk bei Granada zu einem Verlust der Erzeugung (pérdida de generación) kam. Innerhalb von Sekunden folgten weitere Erzeugungsausfälle in den Regionen Badajoz und Sevilla. Dies war für den anfänglichen Erzeugungsverlust von 2,2 GW verantwortlich und löste die weiteren Abschaltungen aus.

## Auswirkungen

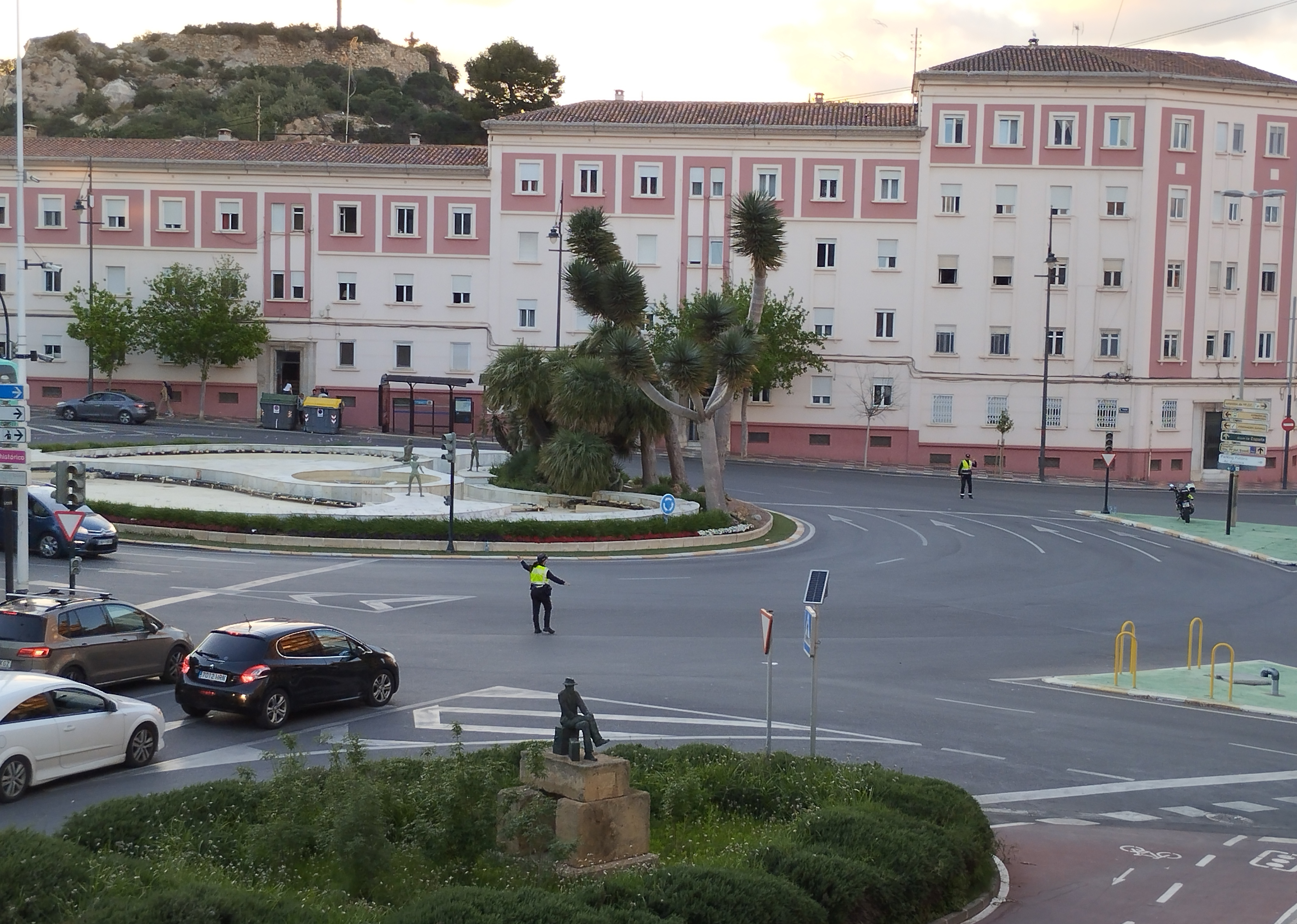
Verkehrsreglung am Plaza de las Puertas de San José in Cartagena (Spanien)

### Portugal
In Portugal kam der öffentliche Verkehr weitgehend zum Erliegen: Die Lissaboner U-Bahn sowie Züge des Betreibers Fertagus hielten den Betrieb an. Auch der Straßenverkehr wurde stark beeinträchtigt, da Ampelanlagen ausfielen und zusätzliche Polizeikräfte eingesetzt wurden. Mobilfunknetze waren erheblich eingeschränkt; Telefonate waren häufig nicht möglich, Datendienste funktionierten nur eingeschränkt. Krankenhäuser wurden auf die Versorgung mit Notstromaggregaten umgestellt. Der Flughafen Lissabon operierte zunächst eingeschränkt und wurde gegen 13:00 Uhr (WESZ) geschlossen. Flughäfen in Porto und Faro setzten auf Generatorenbetrieb.
Die Regierung unter Premierminister Luís Montenegro hielt eine Krisensitzung ab. Der portugiesische Netzbetreiber Redes Energéticas Nacionais (REN) warnte zur selben Zeit, dass eine vollständige Normalisierung bis zu einer Woche dauern könnte; dennoch war die Versorgung am Folgetag weithin wiederhergestellt. Die autonomen Regionen Madeira und Azoren blieben vom Stromausfall unberührt, weil sie nicht mit dem Verbundsystem der Iberischen Halbinsel verbunden sind, sondern regionale Inselnetze bilden.

### Spanien

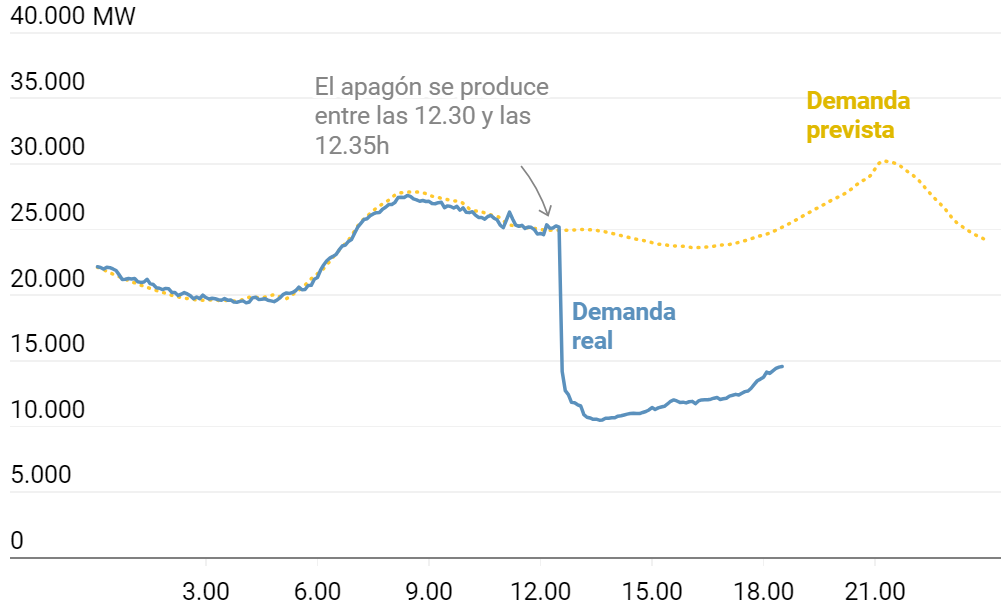
Absturz des spanischen Stromverbrauchs im Vergleich zum prognostizierten Verbrauch am 28. April von 25 Gigawatt – die Werte direkt nach dem Kollaps sind aufgrund eingefrorener Telemetriedaten fehlerhaft und lagen in Wahrheit bei Null.

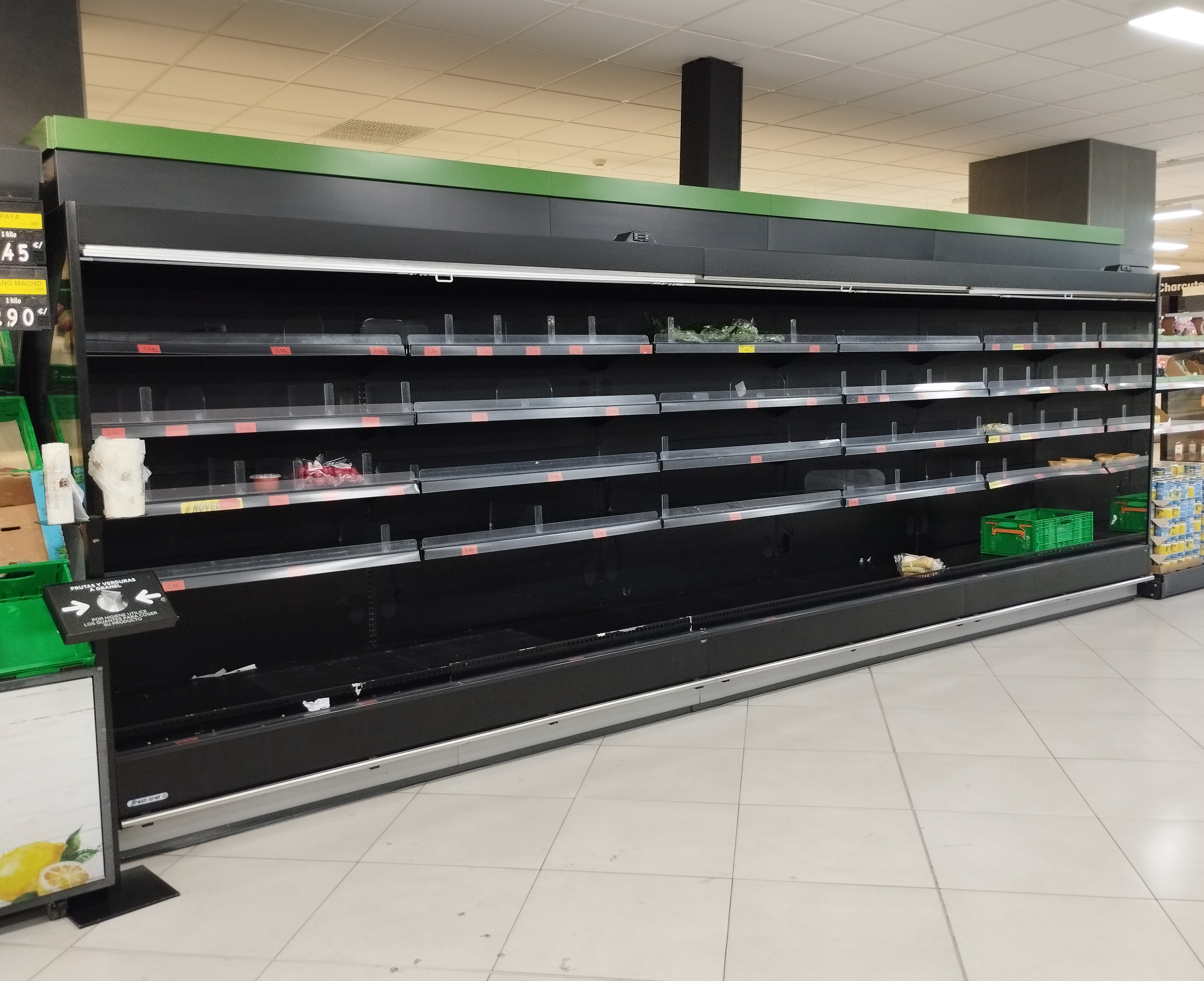
Leere Regale in einem Supermarkt in Cartagena nach Panikkäufen

Der spanische Bahnbetreiber Renfe gab bekannt, dass um 12:30 Uhr (MESZ) das gesamte nationale Eisenbahnnetz abgeschaltet worden sei. Im Gegensatz zu Deutschland oder Österreich mit dediziertem Bahnstromsystem wird die Stromversorgung in Spanien aus dem öffentlichen Stromnetz bewerkstelligt. Auch der Flughafen Madrid-Barajas war betroffen. Die vier in Betrieb befindlichen Kernreaktoren führten eine Schnellabschaltung durch und wurden durch Notstromgeneratoren versorgt, um z. B. die Nachzerfallswärme abzuführen; auch bei den drei bereits heruntergefahrenen Anlagen wurden auf Notstromdiesel umgestellt. Die Stadt Madrid aktivierte den Notfallplan PEMAM (spanisch Plan Territorial de Emergencia Municipal del Ayuntamiento de Madrid). Der Spielbetrieb beim Tennisturnier Mutua Madrid Open 2025 wurde unterbrochen. Soweit Supermärkte geöffnet waren, kam es zu Panikkäufen von Produkten wie Brot, Obst, Konserven und Toilettenpapier.
Ab dem Nachmittag kam es unter Mithilfe der französischen und marokkanischen Netzbetreiber zu einer ungleichmäßigen Wiederherstellung der Stromversorgung. Ab etwa 17 Uhr kehrte der Strom in Randzonen der Iberischen Halbinsel zurück. Bis etwa 20:30 Uhr waren 35 % des Energiebedarfs gedeckt. Um 23 Uhr hatten 51 % der Spanier Strom. Um Mitternacht waren im Land 61,4 % der Nachfrage wiederhergestellt. Am 29. April um 7 Uhr waren nach Angaben von Red Eléctrica 99,95 % des Strombedarfs des Landes gedeckt.
Der Stromausfall hat in der Lebensmittelindustrie erhebliche Schäden verursacht, da Kühlketten bis zu 18 Stunden unterbrochen wurden. Der Schaden durch Verderb wird alleine in den Schlachthöfen auf 190 Millionen Euro geschätzt, in der gesamten Branche mit z. B. Milchverarbeitung und Tierzucht auf vorläufig 1,6 Milliarden Euro.
Die Kanarischen Inseln und die Balearen sowie die spanischen Exklaven in Marokko, Ceuta und Melilla, waren nicht vom Stromausfall betroffen. Allerdings kam es auch dort zu Einschränkungen und längeren Störungen im Telekommunikationsnetz, da dieses mit dem Netz des Festlands eng vernetzt ist. Da eine Satellitenstation auf Gran Canaria vom grönländischen Telekommunikationsbetreiber Tusass betrieben wird, fielen dadurch auch Telefon und Internet in Nord- und Ostgrönland für sechs Stunden aus.

### Andorra und Frankreich
Andorra war von einer kurzzeitigen Unterbrechung der Stromversorgung betroffen. Laut dem Energieversorger Forces Elèctriques d’Andorra griff automatisch ein Wiederherstellungssystem, welches das andorranische Stromnetz mit Frankreich verband. Auch der Telekommunikationsanbieter Andorra Telecom berichtete von kurzzeitigen Internetausfällen.
In Frankreich war hauptsächlich das Baskenland betroffen, wo es zu einem kurzzeitigen Stromausfall kam. Im Kernkraftwerk Golfech, Block 2 kam es unmittelbar nach der Netztrennung des spanischen und des französischen Netzes zu einer Schnellabschaltung. Der Block 1 war zu diesem Zeitpunkt in Revision. Nähere Umstände sind bisher nicht veröffentlicht worden.

## Mögliche Ursachen

Kurzfristiger Abfall der Netzfrequenz in Deutschland aufgrund der Trennung der Iberischen Halbinsel aus dem europäischen Verbundsystem

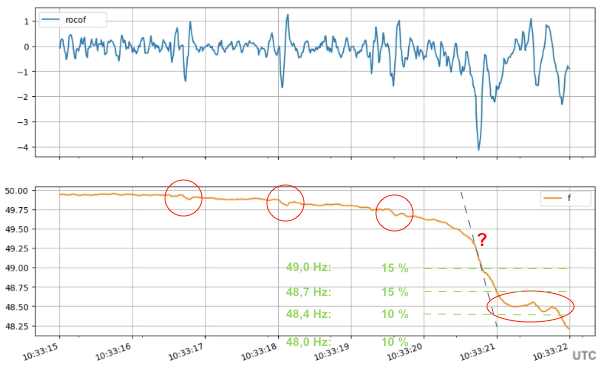
Einbruch der Netzfrequenz auf der Iberischen Halbinsel kurz vor dem Blackout incl. ROCOF (Mittelung über ~100 ms); die grün-gestrichelten Linien zeigen die Auslöseschwellen für den Lastabwurf an

Die Ursache für den Stromausfall wurde am 17. Juni 2025 von der spanischen Ministerin Aageson auf unzureichende Kapazitäten für den Austausch von Blindleistung zurückgeführt, welche zu Spannungshaltungsproblemen führte, was wiederum zur Abschaltung von Erzeugern und Übertragern führte, zuerst um 12:32:57 Uhr in einem Umspannwerk bei Granada. Nachdem innerhalb von Sekunden zwei weitere Umspannwerke in Bajadoz und Sevilla ausfielen, kam es zum Frequenzabfall, zur Trennung vom französischen Nachbarnetz und trotz Lastabwurf zum vollständigen Netzkollaps. Die Blindleistungsprobleme wiederum haben drei Ursachen: eine Erhöhung der notwendigen Blindleistung durch die Veränderung der Verbraucher durch Kondensatorbatterien, eine unzureichende Bestellung durch den Netzbetreiber am Tag des Ausfalls und eine unzureichende Bereitstellung von Blindleistung durch konventionelle Kraftwerke am Tag des Ausfalls.
Öffentlich wurde zuvor über diverse mögliche Gründe für den Stromausfall spekuliert. Portugiesische Quellen führten es zunächst auf anomale Schwingungen in den Hochspannungsleitungen (400 Kilovolt) zurück, ein Phänomen, das als „induzierte atmosphärische Vibration“, also ein „seltenes atmosphärisches Phänomen“ bekannt ist. Auch ein Brand, der im Südwesten Frankreichs zwischen Perpignan und östlich von Narbonne gemeldet und bei dem eine Hochspannungsleitung beschädigt wurde, wurde von REN zunächst als mögliche Ursache identifiziert. Diese Erklärungen wurde aber später ausgeschlossen.
Das spanische Centro Criptológico Nacional sowie das Instituto Nacional de Ciberseguridad untersuchten Berichten zufolge die Möglichkeit, dass ein Cyberangriff den Vorfall verursacht habe. Sowohl der spanische Geheimdienst (Centro Nacional de Inteligencia) als auch der spanische Netzbetreiber REE schloss dies als mögliche Ursache jedoch aus.
In der Folge wurde wiederholt auf den hohen Anteil der erneuerbaren Energien, insbesondere der Photovoltaik, im spanischen Netz hingewiesen; obgleich dies nicht als unmittelbarer Auslöser identifiziert wurde, führe dies jedoch zu einer geringeren Trägheit im Verbundnetz und somit zu einem erhöhten Risiko.
Der spanische Netzbetreiber Red Eléctrica hatte erst wenige Wochen zuvor vor der Gefahr eines kaskadierenden Ausfalles der Stromerzeugung aus Photovoltaik gewarnt. Diese deckte zum Zeitpunkt des Stromausfalls mit 17 Gigawatt 60 % des Bedarfs.
Der deutsche Netzspezialist Michael Fette vermutete, dass Inter-Area-Oszillationen eine Ursache für den Netzkollaps in Spanien sein könnten. An Beispielen der Stromausfälle am 14. August 2003 in den USA und am 12. Juli 2004 in Griechenland erläutert er diese weiträumigen Schwingungen. In großen Verbundnetzen kann es Resonanzpunkte geben, die durch kleine Störungen oder regelmäßige Schwankungen angeregt werden können. Das könne Fette zufolge über die Toleranzgrenzen hinausgehende Frequenz- und Spannungsschwankungen in den Netzen verursachen, die dann letztlich automatische Schutzvorrichtungen an Kraftwerken aller Art und Leitungen auslösen, die dann kaskadenartig innerhalb von Sekunden das gesamte Netz kollabieren lassen. Passende kleine Störungen, die solchen Oszillationen immer vorausgehen, seien auch am 28. April im spanischen Netz zu finden, was aber noch detailliert analysiert werden müsse.
Am 1. Mai gab ENTSO-E, der Verband europäischer Übertragungsnetzbetreiber, die Einrichtung eines Expertengremiums bekannt, welches spätestens sechs Monate nach dem Zwischenfall einen Bericht und Empfehlungen vorlegen werde. Der spanische Ministerpräsident Pedro Sánchez richtete eine nationale Untersuchungskommission ein und kündigte an, einen unabhängigen Bericht der EU anzufordern.
Am 18. Juni hat die spanische Vizeregierungschefin und Ministerin für den Ökologischen Umbau, Sara Aagesen, den Bericht der nach dem Blackout eingerichteten Untersuchungskommission vorgelegt.